# Frank McKlusky, C.I.
Frank McKlusky, C.I. är en amerikansk komedifilm från 2002 med Dave Sheridan, Dolly Parton, Randy Quaid och Kevin Pollak.

## Handling
En försäkringsdetektiv går undercover för att avslöja en konspiration.

## Om filmen
Filminspelningarna skedde i Los Angeles mellan den 16 april 2001 och juni samma år.
Filmen hade världspremiär i USA den 26 april 2002 och svensk premiär på TV den 23 augusti 2006.

## Rollista
| Dave Sheridan      | – Frank McKlusky                |
| Cameron Richardson | – Sharon Webber                 |
| Randy Quaid        | – Madman McKlusky               |
| Dolly Parton       | – Edith McKlusky                |
| Kevin Pollak       | – Ronnie Rosengold              |
| Molly Sims         | – skadad flicka                 |
| Lou Ferrigno       | – knivkastare                   |
| Isaac Hanson       | – bandmedlem                    |
| Taylor Hanson      | – bandmedlem                    |
| Zac Hanson         | – bandmedlem                    |
| Scott Baio         | – sig själv (ej krediterad)     |
| R. Lee Ermey       | – jockeymästare (ej krediterad) |

## Musik i filmen
- Get Up, skriven av Isaac Hanson, Taylor Hanson och Zac Hanson, framförd av Hanson